# Villy-en-Trodes

Villy-en-Trodes este o comună în departamentul Aube din nord-estul Franței. În 1 ianuarie 2022 avea o populație de 260 de locuitori.